# Emily "Jules" Chambers
Emily "Jules" Chambers, gespeeld door actrice Maria Menounos, is een personage uit de televisieserie One Tree Hill.

## Seizoen 2
De kijker ontmoet Jules voor het eerst wanneer ze een auto koopt van Keith Scott. Ze worden verliefd en krijgen een relatie, ondanks het feit dat de kijker weet dat ze een duister geheim te verbergen heeft. Lucas Scott komt erachter dat Dan Scott Jules heeft ingehuurd om Keith te verleiden om vervolgens zijn hart te breken. Hoewel Jules echter niet de persoonlijkheid heeft om expres iemands hart te breken, is ze bankroet sinds haar vorige scheiding, waarin haar man haar sloeg, en doet ze nu alles voor geld. Terwijl zij echt valt voor Keith, trekt Lucas bij Dan in zodat Jules Keith niet meer hoeft te dumpen.
Karen Roe, de moeder van Lucas, was zo boos dat Lucas introk bij Dan, dat ze op onderzoek uit ging wat de oorzaak zou zijn. Ze ontdekt op die manier de waarheid en confronteert Jules ermee, waarna Jules vertrekt en Keith gebroken bij het altaar achterlaat.
Keith vertrok later uit Tree Hill om Emily Chambers op te zoeken, maar ontdekte dat ze een compleet ander personage heeft dan die van Jules. Sindsdien is het onbekend wat Emily doet. Ze kwam ook niet opdagen voor Keiths begrafenis in het derde seizoen.